# Hovasaurus boulei
L'ovasauro (Hovasaurus boulei) è un rettile fossile lungo fino a una novantina di centimetri, vissuto nel Permiano superiore (circa 250 milioni di anni fa) in Madagascar.

## Un nuotatore di profondità
Tipico rappresentante del gruppo primitivo degli eosuchi (Eosuchia), comprendente diapsidi ancestrali a lucertole, serpenti e tuatara, l'ovasauro era simile a una iguana marina, ma era caratterizzato da un adattamento anatomico particolare che si suppone fosse molto utile per una vita acquatica: la coda, infatti, era lunghissima (circa due terzi dell'intero animale) e appiattita lateralmente. Le spine neurali, molto più ampie che nella regione dorsale, e le spine emali, ugualmente sviluppate, rendevano la coda alta, piatta e simmetrica. Questa struttura fa pensare che l'ovasauro nuotasse sotto la superficie dell'acqua, dove le ondulazioni laterali della coda potevano fornire una spinta propulsiva sufficiente a muovere l'intero corpo.

## Costole ispessite
Altra caratteristica dell'ovasauro era l'ispessimento delle costole (pachiostosi), tipico dei vertebrati marini. Questa caratteristica doveva servire ad aumentare il peso specifico dell'animale e quindi a stabilizzarne i movimenti durante il nuoto. Stessa funzione era riservata alla parte ventrale del cinto pettorale, di struttura massiccia proprio per abbassare il centro di gravità. Le zampe erano allargate e appiattite, e forse erano palmate come quelle dei cigni. L'ovasauro poteva comunque spostarsi sulla terraferma, vista la struttura delle zampe, potenti e allungate.

## Pietre nel ventre

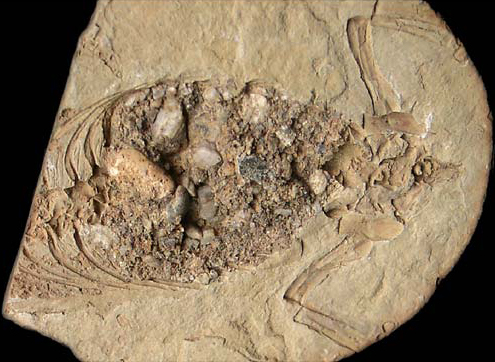
Fossile di Hovasaurus in cui sono evidenti numerosi gastroliti di varie dimensioni.

All'interno di molti fossili di ovasauro sono stati rinvenuti numerosi ciottoli, nei pressi della cavità addominale. Dal momento che queste strutture sono riunite in un contorno ben definito, si ritiene che in vita fossero riunite in una membrana di tessuto molle appositamente modificata per contenerli. La funzione di questi ciottoli non è nota: secondo alcuni paleontologi questi “sassi” sarebbero gastroliti, piccole pietre utilizzate durante la digestione per macinare il cibo, ma utilizzate anche da zavorra per facilitare il nuoto sommerso. La massa di ciottoli, in effetti, è posta in una posizione tale da favorire un centro di gravità posteriore e aumentare la spinta in avanti prodotta dai movimenti serpentini della coda. Dalla struttura dei molti fossili rinvenuti, inoltre, risulta che i giovani ovasauri passassero molto tempo in acqua e solo raggiunta l'età adulta fossero in grado di trascorrere molto tempo sulla terraferma.

## Parentele
L'ovasauro fa parte della famiglia dei tangasauridi (Tangasauridae), animali simili a lucertole vissuti in Africa meridionale, Africa orientale e Madagascar. Delle varie specie, Hovasaurus boulei è senza dubbio quella che ha raggiunto il più alto grado di specializzazione verso una vita acquatica di profondità. Negli stessi terreni che hanno restituito i resti fossili dell'ovasauro è stato rinvenuto un altro tangasauride, Thadeosaurus colcanapi, compiutamente terrestre. Un altro misterioso diapside (Claudiosaurus germaini) vissuto nello stesso ambiente era invece adattato probabilmente a una vita costiera e di nuoto di superficie.